# 澳門電台廣播
澳門的電台廣播事業於1933年開始，而澳門第一家電台（澳門電台的前身）就在當時啟播。至1950年，澳門另一間商營電台綠邨電台亦開始電台廣播服務。時至今日，澳門一共有2間全日廣播的電台和3條電台頻道，另外亦設有一些網絡電台。

## 歷史

### 1930-1940年代

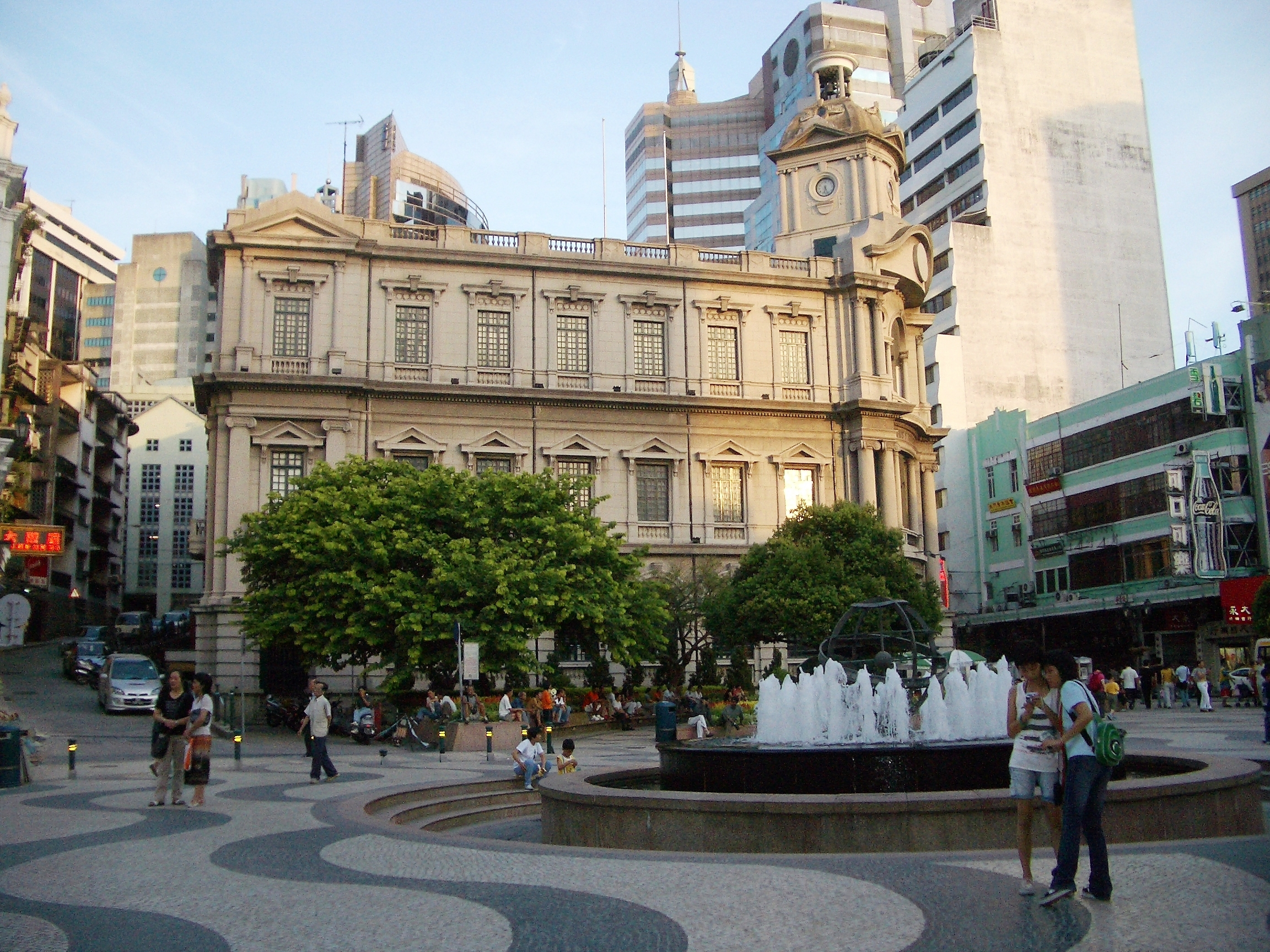
澳門郵政局大樓，澳門首次進行無線電廣播的地方

1933年8月26日，一群葡萄牙的業餘無線電愛好者在澳門亞美打利庇盧大馬路郵電廳頂樓開辦澳門第一家電台(即今澳門電台的前身)，呼號為「CQN-MACAU」(後來它又更改呼號為「CRY-9-MACAU」和改名為「澳門廣播電台」)，最初它只是用葡文播放新聞節目和音樂。它曾於1937年停播，後來它在1938年恢復廣播，但曾多次更換呼號。1948年，當時的澳葡政府把「澳門廣播電台」收購，成為了澳門當時唯一一個公營電台。
另外，當時的治安警察廳亦於1938年開辦警察電台，以XX9-RÁDIO POLÍCIA的呼號進行廣播，直至1941年。

### 1950年代
1950年，土生葡人、時任澳門經濟局局長佩德羅·羅保博士創辦商營電台綠邨電台。當時它以中波1037千赫播送音樂和娛樂節目。在該電台全盛時期，曾分2條頻道播放，其中「甲台」以中波1005千赫播出粵語節目。「乙台」則以中波1200千赫播放葡萄牙語及英語節目。

### 1960年代
1962年，澳葡政府的郵電廳接管「澳門廣播電台」。綠邨電台方面，羅保博士在1964年逝世後，該台全面以粵語廣播。1967年香港六七暴動期間，該台曾被「綠邨電台廣播組」接管，主要向澳門和香港播送「反英抗暴」和中國內地「文化大革命」的政治宣傳。至1969年6月25日，「廣播組」解散，該台此後改為純商業電台，每天共播音18小時，以中波738千赫廣播節目，直至停播為止。

### 1980年代

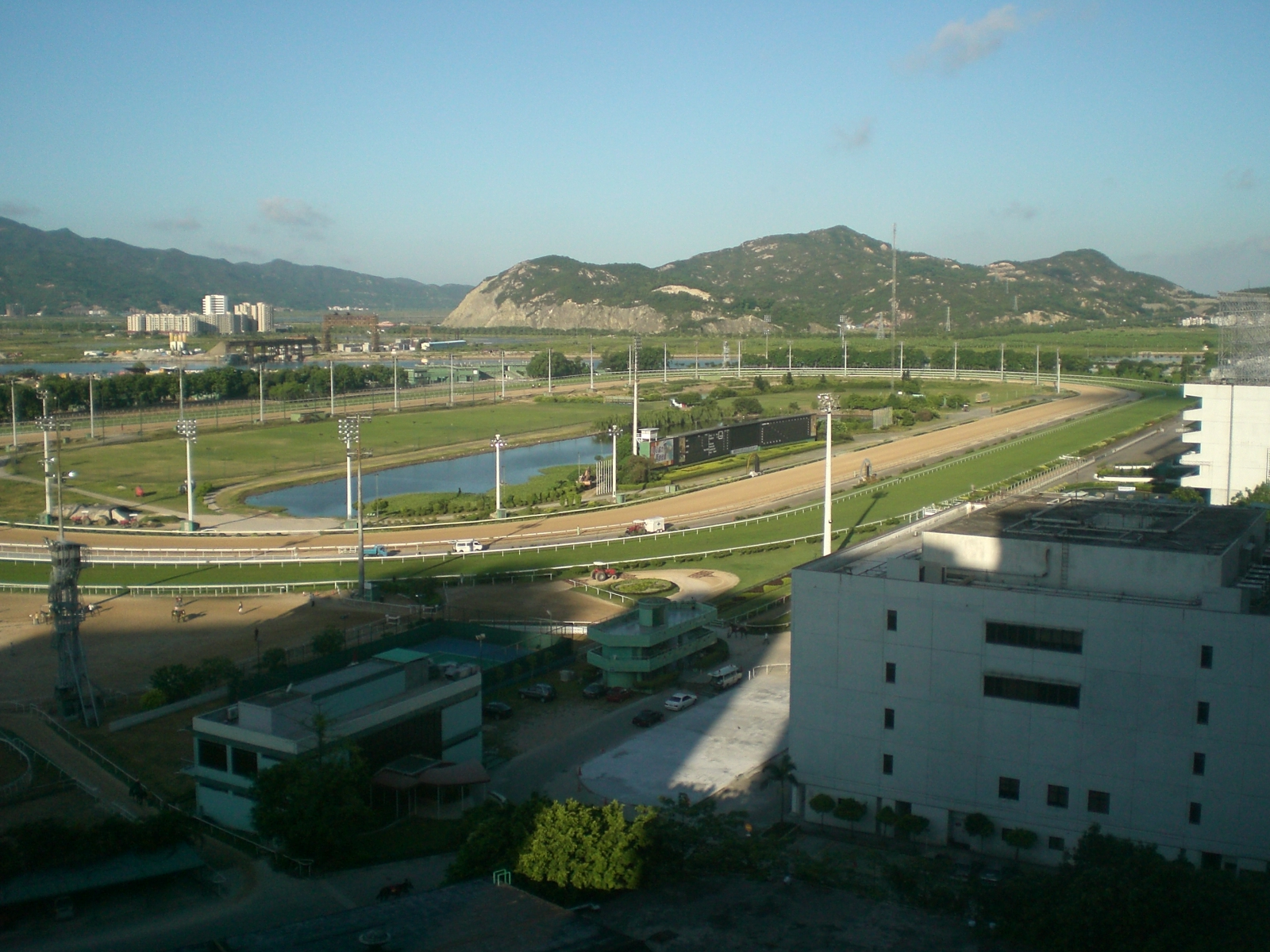
澳門賽馬會，綠村電台現址

1980年2月15日，澳葡政府根據1979年12月31日第43/79/M號法令，把「澳門廣播電台」交由葡萄牙廣播電視公司管理。1983年1月1日，澳門廣播電視公司成立，設立電台部，並接管「澳門廣播電台」。1988年8月，澳門廣播電視公司改名澳門廣播電視股份有限公司，並改以「公私合營」模式經營。

### 1990-2000年代
1990年，澳門電台搬遷至新口岸南光大廈。綠邨電台方面，在1994年秋季，東方基金會把綠邨電台收購，同年12月31日，該台以「整頓節目」為由而停播。及至2000年3月22日，綠邨電台以「綠邨738」台號復播，改為24小時播放，並再次播放葡文節目。

### 2010年代
綠邨電台的發射設施層在2012年因颱風吹襲而受損，而該電台的廣播亦曾一度中斷。至2015年1月，澳門特別行政區行政長官根據批示向綠邨電台批出FM廣播牌照，為期五年，使用FM頻率99.5MHz廣播，同時亦收回其AM廣播牌照。批示在公告翌日生效。

## 電台頻道
截至2012年，澳門一共有一間公私合營電台和一間私營電台，播放3條電台頻道。以下資料是按香港前广播事务管理局（現為通訊事務管理局）编撰的《香港的持牌广播服务一览表》的格式和2012年9月出版的《澳門年鑑》的資料編寫 。
| 經營者                            | 啟播日期      | 播放頻道       |
| --------------------------------- | ------------- | -------------- |
| 公私合營電台                      |               |                |
| 澳門廣播電視股份有限公司 澳門電台 | 1933年8月26日 | 中文台 葡文台  |
| 私營電台                          |               |                |
| 綠邨738台有限公司 綠邨電台        | 1950年        | 綠邨電台FM99.5 |

## 監管
澳門電台廣播的監管工作是由澳門特別行政區政府的郵電局負責，而電視、電台的收費的監察工作則由澳門消費者委員會負責。

## 外部連結
- 澳門廣播電視股份有限公司（中文 （页面存档备份，存于）／葡文／英文）
- 綠邨電台官方網頁 （页面存档备份，存于） （中文）